# Polimero carbossivinilico
Il carbossivinilpolimero (o carbossipolimetilene) è un polimero ad elevato PM sintetico ottenuto per polimerizzazione dell'acido acrilico, in presenza di 0,75 - 2% p/p di allilsaccarosio allo scopo di ottenere una struttura reticolata.
Il contenuto in gruppi carbossilici (-COOH) deve essere compreso fra 56,0 e 68,0 per cento. La dispersione acquosa della polvere richiede la neutralizzazione con NaOH o basi organiche per ottenere geli a diversa viscosità che è influenzata dal pH. Di solito il pH di utilizzo è compreso tra i valori di 5 e 9.
Origina soluzioni viscose o geli e la viscosità è funzione del pH e della base neutralizzante. Questo è inoltre buon agente sospendente ed eccellente per la preparazione di geli per uso dermatologico. Concentrazione d'uso oscilla solitamente tra lo 0,1 e il 2%.
Commercialmente noto come Carbomer e Carbopol, è utilizzato come agente ispessente nelle sospensioni, come legante nelle compresse e come agente aderente nelle formulazioni mucoadesive. 